# Liste der Bodendenkmäler in Marktoberdorf
Auf dieser Seite sind die Bodendenkmäler in der schwäbischen Gemeinde Marktoberdorf zusammengestellt. Diese Tabelle ist eine Teilliste der Liste der Bodendenkmäler in Bayern. Grundlage ist die Bayerische Denkmalliste, die auf Basis des Bayerischen Denkmalschutzgesetzes vom 1. Oktober 1973 erstmals erstellt wurde und seither durch das Bayerische Landesamt für Denkmalpflege geführt wird. Die folgenden Angaben ersetzen nicht die rechtsverbindliche Auskunft der Denkmalschutzbehörde.

## Bodendenkmäler in Marktoberdorf
| Lage                     | Objekt                                                                                                 | Akten-Nr.     | Bild |
| ------------------------ | --- | ------------- | ---- |
| Bertoldshofen (Standort) | Grabhügel vorgeschichtlicher Zeitstellung.                                                             | D-7-8129-0069 |      |
| Lengenwang (Standort)    | Landwehr des Mittelalters oder der frühen Neuzeit.                                                     | D-7-8229-0044 |      |
| Marktoberdorf (Standort) | Mittelalterliche und frühneuzeitliche Befunde im Bereich der Kath. Filialkirche St. Sebastian in Burk. | D-7-8230-0063 |      |
| (Standort)               | Burgstall des hohen und späten Mittelalters.                                                           | D-7-8129-0111 |      |
| (Standort)               | Siedlung vor- und frühgeschichtlicher Zeitstellung.                                                    | D-7-8229-0013 |      |
| (Standort)               | Burgstall des Mittelalters.                                                                            | D-7-8229-0016 |      |
| (Standort)               | Siedlung der römischen Kaiserzeit.                                                                     | D-7-8229-0017 |      |
| (Standort)               | Erd-/Grabenwerk vor- und frühgeschichtlicher Zeitstellung.                                             | D-7-8229-0019 |      |
| (Standort)               | Frühmittelalterliches Reihengräberfeld.                                                                | D-7-8229-0022 |      |
| (Standort)               | Frühmittelalterliches Reihengräberfeld.                                                                | D-7-8229-0023 |      |
| (Standort)               | Mittelalterlicher Burgstall.                                                                           | D-7-8229-0024 |      |
| (Standort)               | Frühmittelalterliches Reihengräberfeld.                                                                | D-7-8229-0026 |      |
| (Standort)               | Körpergräber vor- und frühgeschichtlicher oder mittelalterlicher Zeitstellung.                         | D-7-8229-0028 |      |
| (Standort)               | Spätmittelalterliche Stadtbefestigung von Marktoberdorf.                                               | D-7-8229-0029 |      |
| (Standort)               | Mittelalterliche und frühneuzeitliche Befunde im Bereich der Kath. Frauenkirche                        | D-7-8229-0030 |      |
| (Standort)               | Mittelalterlicher Burgstall.                                                                           | D-7-8229-0036 |      |
| (Standort)               | Mittelalterlicher Burgstall.                                                                           | D-7-8229-0037 |      |
| (Standort)               | Villa rustica der römischen Kaiserzeit.                                                                | D-7-8229-0053 |      |
| (Standort)               | Mittelalterliche und frühneuzeitliche Befunde im Bereich der Kath. Pfarrkirche St. Michael             | D-7-8229-0059 |      |
| (Standort)               | Mittelalterliche und frühneuzeitliche Befunde im Bereich der befestigten Altstadt                      | D-7-8229-0071 |      |
| (Standort)               | Frühmittelalterliches Reihengräberfeld und Hofwüstung des Mittelalters.                                | D-7-8229-0075 |      |
| (Standort)               | Mittelalterliche und frühneuzeitliche Befunde im Bereich des Schlosses in Marktoberdorf                | D-7-8229-0078 |      |
| (Standort)               | Mittelalterliche und frühneuzeitliche Befunde im Bereich der Kath. Pfarrkirche St. Martin              | D-7-8229-0079 |      |
| (Standort)               | Siedlung der römischen Kaiserzeit.                                                                     | D-7-8229-0080 |      |
| (Standort)               | Mittelalterliche und frühneuzeitliche Befunde im Bereich der Kath. Wallfahrtskirche                    | D-7-8229-0081 |      |
| (Standort)               | Mittelalterliche und frühneuzeitliche Befunde im Bereich der Kath. Pfarrkirche St. Johannes            | D-7-8229-0097 |      |
| (Standort)               | Kapelle der Neuzeit mit Vorgängerbauten des Mittelalters und der frühen Neuzeit                        | D-7-8229-0104 |      |
| (Standort)               | Mittelalterliche und frühneuzeitliche Befunde im Bereich der Kath. Pfarrkirche St. Michael             | D-7-8229-0106 |      |
| (Standort)               | Mittelalterliche und frühneuzeitliche Befunde im Bereich der Kath. Pfarrkirche St. Alban               | D-7-8229-0129 |      |
| (Standort)               | Künstlich aufgeworfener Hügel in zwei Terrassen als Unterbau einer abgegangenen Anlage                 | D-7-8229-0130 |      |
| (Standort)               | Abschnittsbefestigung vor- und frühgeschichtlicher Zeitstellung.                                       | D-7-8230-0001 |      |